# Master of science
Master of Science (latin: Magister Scientiae; förkortat M.Sc., MSc, M.Sci., M.Si., Sc.M., M.S., MSHS, MS) är en masterexamen eller magisterexamen som läses vid naturvetenskapligt eller tekniskt fakultet och utfärdas av universitet i många länder.

## Sverige
I Sverige har teknologie magisterexamen funnits sedan många år som en ettårig påbyggnad på en teknologie kandidatexamen, eller (innan Bolognaprocessens införande 2007) som en fyraårig utbildning som inte behövde innefatta kandidatexamen, och översätts till Master of Science one year.
Sverige har liksom flera europeiska länder infört en ny tvåårig masterexamen i samband med Bolognaprocessens införande 2007. Teknologie masterexamen översätts till Master of Science, 2 years, och uppfyller Bolognaprocessens krav på Europeisk masterexamen.

## USA
Titlarna Master of Arts (Magister Artium, motsvarande svensk filosofie magister eller filosofie master) och Master of Science (Magister Scientiæ, motsvarande svensk teknologie magister, teknologie master eller civilingenjörsexamen) är de två primära typer i de flesta ämnen och kan vara helt kursbaserade, helt forskningsbaserad eller vanligare en blandning.